# دونالد تمبلر
دونالد تمبلر (بالإنجليزية: Donald Templer)‏ هو عالم نفس أمريكي، ولد في 1938، وتوفي في 2016.